# 遠藤会
遠藤会（えんどうかい）は、日本のアニメソング歌手グループ。所属レコード会社はランティス。

## 概要
遠藤正明を中心に結成された飲み会仲間4名のユニット。遠藤本人いわく、結成時期は覚えていない。
「アニソン業界の男性シンガーを熱く盛り上げよう!」を合言葉にしたライブイベント「漢祭り」や、ユニットでの音楽活動を展開。また「漢祭り」の収益を、遠藤の出身地である石巻市へ復興義援金として寄付している。

## メンバー
個人の詳しいプロフィールについては各記事を参照。
遠藤正明
クオリティ担当。
bamboo（milktub）
めんどうくさい（マーチャンダイジング）担当。
やまけん
企画担当。
鷲崎健
メディア担当。

## 年譜
- 2013年6月9日 - 初のライブイベント『遠藤会presents「漢祭り Vol.01」』を主催。
- 2014年4月23日 - 音楽ユニットとしてのデビューシングル「健全ロボ ダイミダラー」発売[3]。
- 2019年6月5日 - Youtubeにて、新曲『It's all right!!　〜ウーロンハイの歌〜』を公開。

## ディスコグラフィ

### シングル
| 枚  | 発売日        | タイトル              | 規格品番   | 最高位 |
| --- | ------------- | --------------------- | ---------- | ------ |
| 1st | 2014年4月23日 | 健全ロボ ダイミダラー | LACM-14207 | 33位   |

### DVD
| 枚  | 発売日        | タイトル                   | 規格品番 | 最高位 |
| --- | ------------- | -------------------------- | -------- | ------ |
| 1st | 2014年6月29日 | 実録 遠藤会事件 横浜死闘編 | LZM-2111 |        |

### インターネット配信
| 配信日       | タイトル                              |
| ------------ | ------------------------------------- |
| 2019年6月5日 | It's all right!! 〜ウーロンハイの歌〜 |

## 出演

### ライブ
主催ライブ
- 遠藤会presents「漢祭り」
  - Vol.1：2013年6月9日 恵比寿LIQUIDROOM
    - 出演：遠藤正明、 鷲崎健、O.N.D、milktub、流田Project、Rey

  - Vol.2：2014年6月29日 恵比寿LIQUIDROOM
    - 出演：遠藤正明、bamboo（milktub）、OTAKU NOT DEAD、鷲崎健、流田Project、Gero

  - 遠藤会presents「なにわ ウーロンハイ決戦!!」（2014年10月19日 大阪・梅田Shangri-La）
    - 出演：遠藤正明、bamboo（milktub）、OTAKU NOT DEAD、鷲崎健

  - Vol.3：2015年6月28日 ディファ有明
    - 出演：遠藤正明、bamboo（milktub）、OTAKU NOT DEAD、鷲崎健、流田Project、Gero、カスタマイZ

  - Vol.4「CLUB EndohKai」：2016年5月21日 新宿BLAZE
    - 出演：遠藤正明、bamboo（milktub）、OTAKU NOT DEAD、鷲崎健、流田Project、Gero、大木貢祐

  - Vol.5「トップ!夜のベストヒットスタジオ」：2017年6月10日 恵比寿LIQUIDROOM 
    - 出演：遠藤正明、bamboo（milktub）、OTAKU NOT DEAD、鷲崎健、流田Project、Gero、山形ユキオ

  - Vol.6「ニイテンイジゲンカゲキ 西遊記」：2018年6月9日・10日 科学技術館サイエンスホール
    - 出演：遠藤正明、bamboo（milktub）、やまけん、鷲崎健、流田Project、Gero、山本和臣、檜山修之（音声出演）、榎本温子（映像出演）

  - Vol.7：2019年6月8日 新宿BLAZE
    - 出演：遠藤正明、bamboo（milktub）、やまけん、鷲崎健、流田Project、Gero

  - Vol.8：2020年6月6日予定 新宿BLAZE（2019新型コロナウイルスに伴い中止）
    - 出演：遠藤正明、bamboo（milktub）、やまけん、鷲崎健、流田Project、Gero

旅行企画
- 遠藤会早春バスツアー
  - 第1弾：2016年3月5 - 6日 白樺湖方面
  - 第2弾「〜南米の鳥は諏訪で2度鳴く〜」：2017年2月25 - 26日 諏訪方面
    - バックミュージシャン：内田稔

  - 第3弾「〜マザー！僕、ジョー！ IMAJO41才の春だから〜」：2018年3月10 - 11日 千葉方面
    - バックミュージシャン：内田稔、IMAJO（サイキックラバー）

  - 第4弾「〜寒天の日&千切り大根の日だなぁ。まさあき〜」：2019年2月16 - 17日 静岡方面
    - バックミュージシャン：栗川雅裕（流田Project）、IMAJO（サイキックラバー）

  - 第5弾「〜メンマの日と世界湿地デーに福島へ行くんだなぁ。まさあき〜」：2020年2月1 - 2日 福島方面
    - バックミュージシャン：菊池達也、内田稔

参加ライブ
- ランティス祭り2014 関東公演3日目（2014年9月15日 潮風公園太陽の広場）
- Act Against AIDS 2014「アニソンAAA Vol.3」（2014年11月30日 Zepp Tokyo）
- トリコローレ音楽祭2015（2015年8月23日 石巻市中瀬公園）
- 水の都・大垣アニメ文化祭2025（2025年10月26日予定 大垣市スイトピアセンター文化ホール）[4]